# Макс Градель
Макс-Але́н Граде́ль (фр. Max-Alain Gradel; нар. 30 листопада 1987, Абіджан, Кот-д'Івуар) — івуарійський футболіст. Атакувальний півзахисник і нападник турецького клубу «Сівасспор». Виступав за збірну Кот-д'Івуару.

## Кар'єра в збірній
23 березня 2024 року товариський матч проти збірної Беніну став останнім для нього в збірній Кот-д'Івуару, в якому відзначився і забитим голом. Всього з 2011 по 2024 роки зіграв 113 матчів і забив 18 голів і двічі став володарем Кубка африканських націй (в 2015 і 2024 роках).

## Досягнення
«Лестер Сіті»
- Переможець першої ліги (Д3): 2008-09

 «Сент-Етьєн»
- Володар Кубка ліги: 2012-13

 «Сівасспор»
- Володар Кубка Туреччини : 2021-22

 Кот-д'Івуар
- Володар Кубка африканських націй: 2015, 2024
- Срібний призер Кубка африканських націй: 2012